# Lotto Dstny
El Lotto Dstny (codi UCI: LTD) és un equip ciclista professional belga amb llicència ProTeam.
Després de la marxa de la farmacèutica Omega Pharma com a principal patrocinador, el 2012 Lotto, societat que controla el joc a Bèlgica, torna a ser el principal patrocinador de l'equip, de la mateixa manera com havia fet entre 1985 i 2004. El 2015 passà a anomenar-se Lotto-Soudal.

## Principals victòries

### Clàssiques
- Milà-Sanremo: 1999 (Andrei Tchmil)
- Tour de Flandes: 2000 (Andrei Tchmil); 2003 (Van Petegem)
- París-Roubaix: 1994 (Andrei Tchmil)
- Lieja-Bastogne-Lieja: 2011 (Philippe Gilbert)
- Volta a Llombardia: 2009, 2010 (Philippe Gilbert)
- Strade Bianche: 2018 (Tiesj Benoot)

### Curses per etapes
- Tour de Romandia: 2006 (Cadel Evans)
- Volta a Polònia: 2007 (Cadel Evans), 2016 (Tim Wellens)
- Eneco Tour: 2015 (Tim Wellens)
- Tour de Guangxi: 2017 (Tim Wellens)

### A les grans voltes
| - Tour de França : - 36 participacions (1985, 1986, 1987, 1990, 1991, 1992, 1993, 1994, 1995, 1996, 1997, 1998, 1999, 2000, 2001, 2002, 2003, 2004, 2005, 2006, 2007, 2008, 2009, 2010, 2011, 2012, 2013, 2014, 2015, 2016, 2017, 2018, 2019, 2020, 2021, 2022) - 37 victòries d'etapa - 2 el 1990: Johan Museeuw - 2 el 1992: Jan Nevens, Peter De Clercq - 2 el 2001: Rik Verbrugghe, Serge Baguet - 2 el 2002: Robbie McEwen - 2 el 2004: Robbie McEwen - 3 el 2005: Robbie McEwen - 3 el 2006: Robbie McEwen - 2 el 2007: Cadel Evans, Robbie McEwen - 3 el 2011: Philippe Gilbert, André Greipel, Jelle Vanendert - 3 el 2012: André Greipel (3) - 1 el 2013: André Greipel - 2 el 2014: André Greipel i Tony Gallopin - 4 el 2015: André Greipel (4) - 2 el 2016: Thomas De Gendt i André Greipel - 4 el 2019: Thomas De Gendt i Caleb Ewan (3) - 2 el 2020: Caleb Ewan (2) - Classificacions secundàries: - Classificació per punts: 2002, 2004, 2006 (Robbie McEwen) | - Giro d'Itàlia - 21 participacions (2001, 2002, 2003, 2004, 2005, 2006, 2007, 2008, 2009, 2010, 2011, 2012, 2013, 2014, 2015, 2016, 2017, 2018, 2019, 2020, 2021, 2022) - 29 victòries d'etapa - 1 el 2001: Rik Verbrugghe - 3 el 2002: Robbie McEwen (2), Rik Verbrugghe - 2 el 2003: Robbie McEwen - 1 el 2004: Robbie McEwen - 3 el 2005: Robbie McEwen - 3 el 2006: Robbie McEwen - 1 el 2007: Robbie McEwen - 1 el 2009: Philippe Gilbert - 1 el 2010: Matthew Lloyd - 1 el 2011: Bart de Clercq - 1 el 2012: Lars Ytting Bak - 1 el 2013: Adam Hansen - 1 el 2015: André Greipel - 3 el 2016: André Greipel (3), Tim Wellens - 1 el 2017: André Greipel - 1 el 2018: Tim Wellens - 2 el 2019: Caleb Ewan (2) - 2 el 2021: Caleb Ewan (2) - Classificacions secundàries: - Trofeu Fuga Cervelo: Olivier Kaisen (2012) - Premi de la Combativitat: Thomas De Gendt (2020) | - Volta a Espanya - 20 participacions (1998, 1999, 2005, 2006, 2007, 2008, 2009, 2010, 2011, 2012, 2013, 2014, 2015, 2016, 2017, 2018, 2019, 2020, 2021, 2022) - 10 victòries d'etapa - 1 el 2009: Greg Van Avermaet - 2 el 2010: Philippe Gilbert (2) - 1 el 2014: Adam Hansen - 4 el 2017: Tomasz Marczyński (2), Sander Armée, Thomas De Gendt - 1 el 2018: Jelle Wallays - 1 el 2020: Tim Wellens - Classificacions secundàries: - Classificació per punts: Greg Van Avermaet (2008) |

### Campionats nacionals
- Campionat d'Alemanya en ruta: 2013, 2014, 2016 (André Greipel)
- Campionat d'Austràlia en contrarellotge: 2024 (Logan Currie)
- Campionat d'Austràlia en ruta: 2008 (Matthew Lloyd)
- Campionat de Bèlgica en ruta: 2005 (Serge Baguet), 2008 (Jürgen Roelandts), 2011 (Philippe Gilbert), 2014 (Jens Debusschere), 2024 (Arnaud De Lie)
- Campionat de Bèlgica en contrarellotge: 2006 (Dries Devenyns), 2007 (Leif Hoste), 2011 (Philippe Gilbert), 2015 (Jurgen Van den Broeck)
- Campionat dels Països Baixos en ruta: 2005 (Léon van Bon)

## Composició de l'equip 2023
| Llista de l'equip 2023               | Llista de l'equip 2023 | Llista de l'equip 2023                  | Llista de l'equip 2023 |
| Ciclista                             | Data de naixement      | Equip previ                             |                        |
| ------------------------------------ | ---------------------- | --------------------------------------- | ---------------------- |
| Johannes Adamietz                    | 24 de maig de 1998     | Saris Rouvy Sauerland Team (2022)       |                        |
| Cedric Beullens                      | 27 de gener de 1997    | Sport Vlaanderen-Baloise (2021)         |                        |
| Victor Campenaerts                   | 28 de octubre de 1991  | Qhubeka NextHash (2021)                 |                        |
| Jasper De Buyst                      | 24 de novembre de 1993 | Topsport Vlaanderen-Baloise (2014)      |                        |
| Thomas De Gendt                      | 6 de novembre de 1986  | Omega Pharma-Quick Step (2014)          |                        |
| Arnaud De Lie                        | 16 de març de 2002     | Lotto-Soudal Development (2021)         |                        |
| Jarrad Drizners                      | 31 de maig de 1999     | Hagens Berman Axeon (2021)              |                        |
| Pascal Eenkhoorn                     | 8 de febrer de 1997    | Jumbo-Visma (2022)                      |                        |
| Caleb Ewan                           | 11 de juliol de 1994   | Mitchelton-Scott (2018)                 |                        |
| Frederik Frison                      | 28 de juliol de 1992   | Lotto-Soudal U23 (2015)                 |                        |
| Sébastien Grignard                   | 29 de abril de 1999    | Lotto-Soudal U23 (2020)                 |                        |
| Jacopo Guarnieri                     | 14 de agost de 1987    | Groupama-FDJ (2022)                     |                        |
| Andreas Kron                         | 1 de juny de 1998      | Riwal Securitas (2020)                  |                        |
| Arjen Livyns                         | 1 de setembre de 1994  | Bingoal Pauwels Sauces WB (2022)        |                        |
| Milan Menten                         | 31 de octubre de 1996  | Bingoal Pauwels Sauces WB (2022)        |                        |
| Sylvain Moniquet                     | 14 de gener de 1998    | Équipe continentale Groupama-FDJ (2020) |                        |
| Mathijs Paasschens                   | 18 de març de 1996     | Bingoal Pauwels Sauces WB (2022)        |                        |
| Michael Schwarzmann                  | 7 de gener de 1991     | Bora-Hansgrohe (2021)                   |                        |
| Rüdiger Selig                        | 19 de febrer de 1989   | Bora-Hansgrohe (2021)                   |                        |
| Eduardo Sepúlveda                    | 13 de juny de 1991     | Drone Hopper-Androni Giocattoli (2022)  |                        |
| Liam Slock                           | 18 de setembre de 2000 | Lotto-Soudal Development (2022)         |                        |
| Harry Sweeny                         | 9 de juliol de 1998    | Lotto-Soudal U23 (2020)                 |                        |
| Lennert Van Eetvelt                  | 17 de juliol de 2001   | Lotto-Soudal Development (2022)         |                        |
| Maxim Van Gils                       | 25 de novembre de 1999 | Lotto-Soudal U23 (2020)                 |                        |
| Brent Van Moer                       | 12 de gener de 1998    | Lotto-Soudal U23 (2019)                 |                        |
| Florian Vermeersch                   | 12 de març de 1999     | Lotto-Soudal U23 (2020)                 |                        |
| Jarne Van De Paar (27 de gen–)       | 23 de octubre de 2000  | Lotto-Soudal Development (2022)         |                        |
| Alec Segaert (24 de feb–31 de des)   | 16 de gener de 2003    | Lotto Dstny Development Team (2023)     |                        |
| Harm Vanhoucke (15 de ago–31 de des) | 17 de juny de 1997     | Lotto-Soudal U23 (2018)                 |                        |
|                                      |                        |                                         |                        |
| Font: ProCyclingStats                |                        |                                         |                        |

## Classificacions UCI

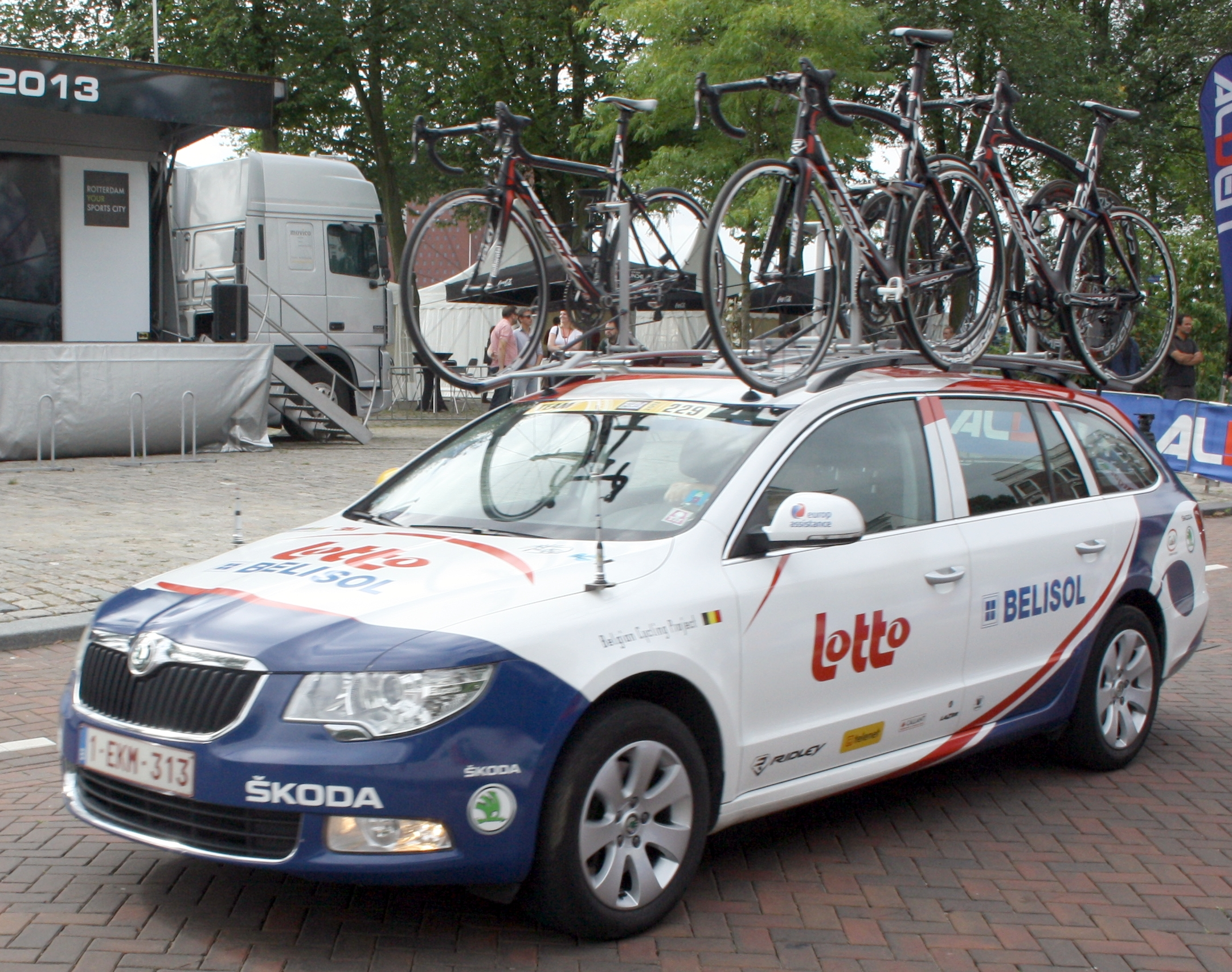
Vehicle de l'equip al 2013

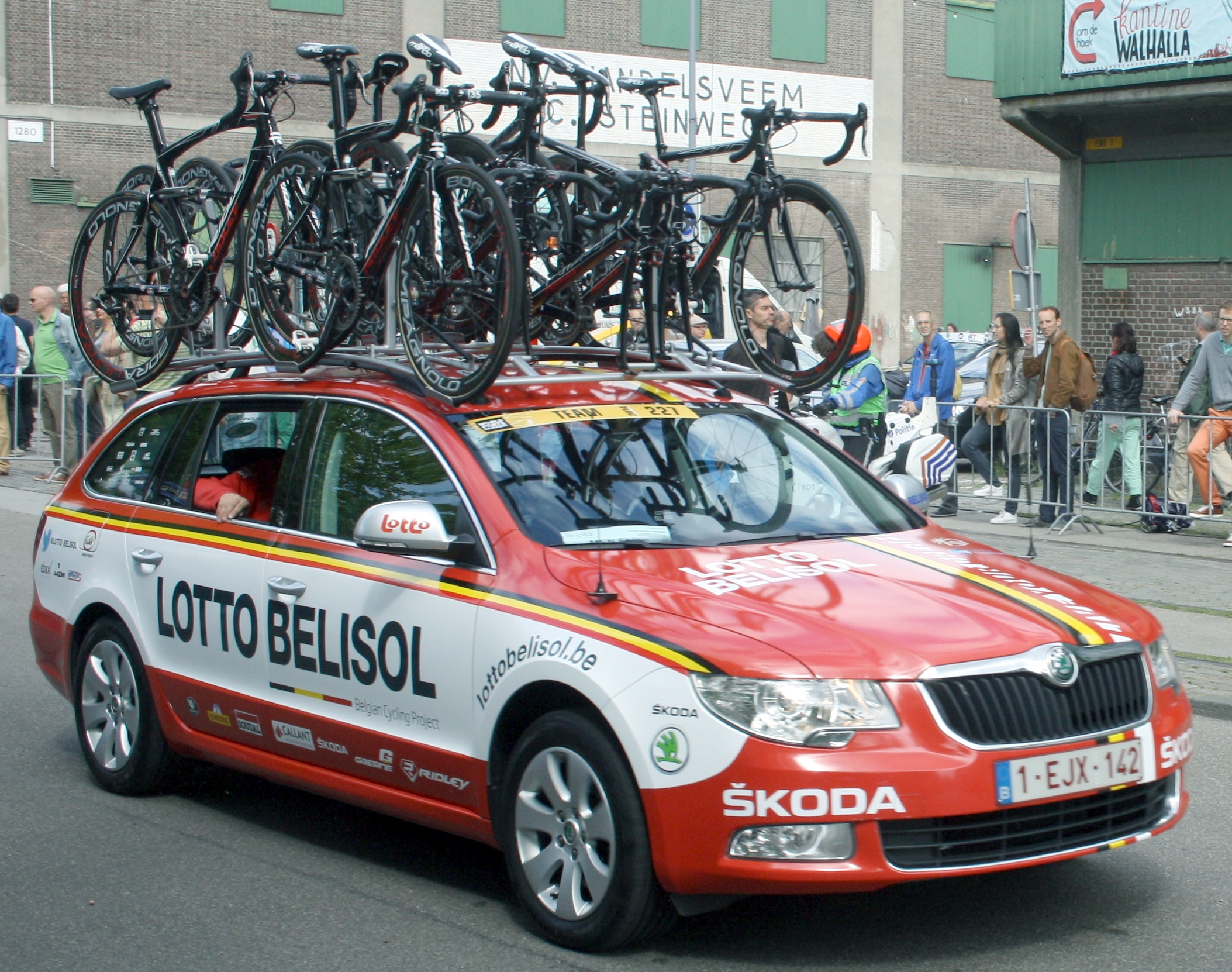
Vehicle de l'equip al 2014

Fins al 1998 els equips ciclistes es trobaven classificats dins l'UCI en una única categoria. El 1999 la classificació UCI per equips es dividí entre GSI, GSII i GSIII. D'acord amb aquesta classificació els Grups Esportius I són la primera categoria dels equips ciclistes professionals. L'equip Lotto serà considerat GSI durant tots el període. La següent classificació estableix la posició de l'equip en finalitzar la temporada.
| Temporada | Classificació per equips | Millor ciclista en la classificació individual |
| --------- | ------------------------ | ---------------------------------------------- |
| 1995      | 15è                      | Andrei Txmil (10è)                             |
| 1996      | 19è                      | Andrei Txmil (15è)                             |
| 1997      | 15è                      | Andrei Txmil (6è)                              |
| 1998      | 13è                      | Andrei Txmil (11è)                             |
| 1999      | 10è                      | Andrei Txmil (4t)                              |
| 2000      | 16è                      | Andrei Txmil (9è)                              |
| 2001      | 5è                       | Niko Eeckhout (30è)                            |
| 2002      | 4t                       | Robbie McEwen (4t)                             |
| 2003      | 21è                      | Peter Van Petegem (18è)                        |
| 2004      | 13è                      | Robbie McEwen (16è)                            |

L'equip Davitamon-Lotto s'integra el 2005 a l'UCI ProTour. La taula presenta les classificacions de l'equip al circuit, així com el millor ciclista individual.
| Temporada | Classificació per equips | Millor ciclista en la classificació individual |
| --------- | ------------------------ | ---------------------------------------------- |
| 2005      | 4t                       | Cadel Evans (17è)                              |
| 2006      | 16è                      | Cadel Evans (4t)                               |
| 2007      | 9è                       | Cadel Evans (1r)                               |
| 2008      | 11è                      | Cadel Evans (6è)                               |

El 2009 la classificació del ProTour és substituïda per la Classificació mundial UCI.
| Temporada | Classificació per equips | Millor ciclista en la classificació individual |
| --------- | ------------------------ | ---------------------------------------------- |
| 2009      | 6è                       | Cadel Evans (5è)                               |
| 2010      | 7è                       | Philippe Gilbert (2n)                          |

El 2011 la classificació mundial UCI passa a ser l'UCI World Tour.
| Temporada | Classificació per equips | Millor ciclista en la classificació individual |
| --------- | ------------------------ | ---------------------------------------------- |
| 2011      | 1r                       | Philippe Gilbert (1r)                          |
| 2012      | 11è                      | Jurgen van den Broeck (14è)                    |
| 2013      | 18è                      | André Greipel (37è)                            |
| 2014      | 15è                      | Tim Wellens (25è)                              |
| 2015      | 9è                       | André Greipel (24è)                            |
| 2016      | 14è                      | Tim Wellens (34è)                              |
| 2017      | 13è                      | Tim Wellens (21è)                              |
| 2018      | 15è                      | Tim Wellens (18è)                              |

El 2016 la Classificació mundial UCI passa a tenir en compte totes les proves UCI. Durant tres temporades existeix paral·lelament amb la classificació UCI World Tour i els circuits continentals. A partir del 2019 substitueix definitivament la classificació UCI World Tour.
| Temporada | Classificació per equips | Millor ciclista en la classificació individual |
| --------- | ------------------------ | ---------------------------------------------- |
| 2016      | -                        | André Greipel (37è)                            |
| 2017      | -                        | Tim Wellens (20è)                              |
| 2018      | -                        | Tim Wellens (9è)                               |
| 2019      | 21è                      | Tim Wellens (17è)                              |
| 2020      | 17è                      | Caleb Ewan (35è)                               |
| 2021      | 18è                      | Tim Wellens (65è)                              |
| 2022      | 14è                      | Arnaud De Lie (6è)                             |